# Stichopogon venustus
Stichopogon venustus là một loài ruồi trong họ Asilidae. Stichopogon venustus được Richter miêu tả năm 1963. Loài này phân bố ở vùng Cổ Bắc giới.